# Todd Babcock
Todd E. Babcock (ur. 13 października 1969 roku w Jackson, w stanie Michigan) – amerykański aktor telewizyjny i filmowy.

## Życiorys
Uczęszczał do Jackson High School. Studiował na Uniwersytecie Stanowym Michigan na wydziale teatru. Zadebiutował na dużym ekranie w sensacyjnej komedii familijnej fantasy Theodore Rex (1995) z Whoopi Goldberg. Potem pojawił się gościnnie w serialu sci-fi Sliders – Piąty wymiar (Sliders, 1997) u boku Johna Rhysa-Daviesa, sitcomie Frasier (1997), serialu fantasy Buffy: Postrach wampirów (Buffy the Vampire Slayer, 1997) oraz w roli Ensigna Mulcaheya – oficera Gwiezdnej Floty w serialu fantasy Star Trek: Voyager (1998). Wystąpił także w dramacie Życiowa rola (Role Of A Lifetime, 2001) z udziałem Scotta Bakuli, remake'u Planeta małp (Planet of the Apes, 2001) z Cary-Hiroyuki Tagawa i Davidem Warnerem. Przebojem wdarł się do świata seriali; zagrał w operze mydlanej NBC Dni naszego życia (Days of Our Lives, 2003), serialu ABC Chirurdzy (Grey's Anatomy, 2006) w roli doktora Matthew Savoya oraz dwóch serialach CBS – Dowody zbrodni (Cold Case, 2006) jako Noah Pool – 1945 i Krok od domu (Close to Home, 2006).

## Filmografia

### filmykinowe
- 2007: Bentley i Max (Bentley and Max)
- 2007: Ocean pereł (Ocean of Pearls) jako dr Ryan Bristol
- 2007: Plan śmierci (Plane Dead) jako I Oficer Randy Stafford
- 2006: Młoda, samotna i zagniewana (Young, Single & Angry) jako Bernie
- 2005: Sublokatorka II (Single White Female 2: The Psycho) jako David Kray
- 2005: Mordercza eksmisja (Lethal Eviction) jako Ian
- 2004: Dzień bez Meksykanów (A Day Without a Mexican) jako Nick
- 2004: Psy obronne (Guard Dogs) jako Steve Bourque
- 2004: Oczekiwanie (Wait)
- 2003: Strach piór (Fear of Feathers) jako Chłopak
- 2002: Teraz już wiesz (Now You Know) jako Shane
- 2001: Życiowa rola (Role Of A Lifetime) jako Eric
- 2001: Cinema/Vérité jako Kane
- 2001: Pacjent (Patient) jako Sean
- 2001: Pojednanie (Reunion)
- 2001: Planeta małp (Planet of the Apes) jako Przyjaciel na imprezie u Leo
- 2000: Biedny Biały Śmieć (Poor White Trash) jako Deputy Haggard
- 1998: Niezapomniane czasy (Hong se lian ren) jako Dr Robert Payne
- 1998: Bogowie i potwory (Gods and Monsters) jako Leonard Barnett
- 1995: Theodore Rex

### filmyTV
- 2006: Break-In jako Parker
- 2005: McBride: The Doctor Is Out...Really Out jako Ted
- 2005: Widmo z głębin (Tides of War) jako Agent Winters
- 1996: Oczami miłości (What Love Sees) jako Howard

### serialeTV
- 2006: Chirurdzy (Grey's Anatomy) jako Dr Matthew Savoy
- 2006: Dowody zbrodni (Cold Case) jako Noah Pool – 1945
- 2006: Krok od domu (Close to Home) jako Jeffrey Drake
- 2003: Dni naszego życia (Days of Our Lives) jako Vin Ramsel
- 2000: Cover Me (Cover Me: Based on the True Life of an FBI Family)
- 2000: Z życia gwiazd (Movie Stars) jako Steve Harrington
- 1999: Rozbieranie (Undressed) jako Chuckie
- 1999: Balsam dla duszy (Chicken Soup for the Soul) jako Wayne
- 1999: Spadek (Legacy) jako dr Farnsworth
- 1999: Słodkie zmartwienia (Clueless) jako Billy
- 1998: Star Trek: Voyager jako Ensign Mulcahey
- 1997: Frasier jako Rick
- 1997: Buffy: Postrach wampirów (Buffy the Vampire Slayer) jako Tom Warner
- 1997: Sliders – Piąty wymiar (Sliders) jako Michael Levy

### filmykrótkometrażowe
- 1996: Zabójcze sezony (The Killing Seasons) jako porucznik Anderson
- 1996: Zwariowany świat (Crazy World) jako Noah